# Punto singular de una variedad algebraica

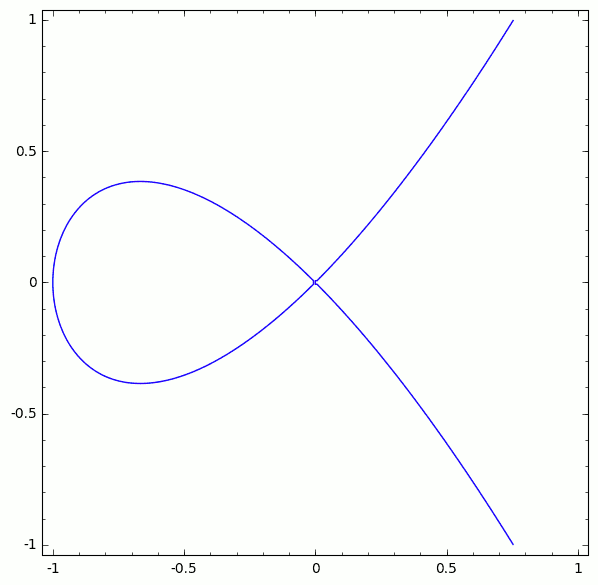
La curva algebraica plana (una curva cúbica) de ecuación y^{2} − x^{2}(x + 1) = 0 se cruza a sí misma en el origen (0,0). El origen es un punto doble de esta curva. Es singular porque una sola tangente puede no estar definida correctamente en este punto

En el campo matemático de la geometría algebraica, un punto singular de una variedad algebraica V es un punto P que es 'especial' (y por lo tanto, singular), en el sentido geométrico de que en este punto el espacio tangente en la variedad puede no estar definido regularmente. En el caso de variedades definidas sobre los números reales, esta noción generaliza el concepto de no planitud local. 
Por otro lado: 
- Se dice que un punto de una variedad algebraica que no es singular es regular.
- Se dice que una variedad algebraica que no tiene un punto singular es no singular o suave.

## Definición
Una curva plana definida por una ecuación implícita
F(x, y) = 0 ,
donde F es una función suave (diferenciable), se dice que es singular en un punto si la serie Taylor de F tiene un orden de al menos 2 en este punto. 
La razón de esto es que, en el cálculo diferencial, la tangente en el punto (x0, y0) de dicha curva está definida por la ecuación 
{\displaystyle (x-x_{0})F'_{x}(x_{0},y_{0})+(y-y_{0})F'_{y}(x_{0},y_{0})=0,}
cuyo lado izquierdo es el término de grado uno de la expansión de Taylor. Por lo tanto, si este término es cero, es posible que la tangente no se defina de la manera estándar, ya sea porque no existe o se deba proporcionar una definición especial. 
En general para una hiperesuperficie
F(x, y, z, ...) = 0
los puntos singulares son aquellos en los que todas las derivadas parciales se anulan simultáneamente. Para una variedad algebraica general V definida como los ceros comunes de varios polinomios, la condición en un punto P de V para ser un punto singular es que la matriz jacobiana de las derivadas parciales de primer orden de los polinomios tiene un rango en P menor que el rango en otros puntos de la variedad. 
Los puntos de V que no son singulares se denominan no singulares o regulares. Siempre es cierto que casi todos los puntos son no singulares, en el sentido de que los puntos no singulares forman un conjunto abierto y denso en la variedad (para la topología de Zariski, así como para la topología habitual, en el caso de variedades definidas sobre los números complejos).
En el caso de una variedad real (es decir, el conjunto de puntos con coordenadas reales de una variedad definida por polinomios con coeficientes reales), la variedad es múltiple cerca de cada punto regular. Pero es importante tener en cuenta que una variedad real puede ser múltiple y tener puntos singulares. Por ejemplo la ecuación {\displaystyle y^{3}+2x^{2}y-x^{4}=0} define una variedad analítica real pero tiene un punto singular en el origen. Esto puede explicarse diciendo que la curva tiene dos ramas conjugadas complejas que cortan la rama real en el origen. 

## Puntos singulares de aplicaciones suaves
Como la noción de puntos singulares es una propiedad puramente local, la definición anterior se puede extender para cubrir la clase más amplia de aplicaciones suaves (funciones de M a Rn donde existen todas las derivadas). El análisis de estos puntos singulares puede reducirse al caso de la variedad algebraica considerando los flujos de la aplicación. El k-ésimo flujo es la serie Taylor de la aplicación truncada en grado k y eliminando el término constante. 

## Nodos
En geometría algebraica clásica, ciertos puntos singulares especiales también se llamaban nodos. Un nodo es un punto singular donde la matriz hessiana es no singular. Esto implica que el punto singular tiene multiplicidad dos y el cono tangente no es singular fuera de su vértice. 